# Sournal
 (octobre 2023).
Sournal (anciennement Info sourd journal), sous-titré « Journal de la FFSB », est un magazine trimestriel belge d'information générale sur la société, la politique, la culture, les actualités sur la communauté sourde avec des interviews de personnes sourdes, paru de janvier 1984 à octobre 2013.

## Historique
Info sourd journal est le résultat de la fusion des magazines Quid novi ? et Notre ami en janvier 1984, et devient Sournal en janvier 2001. Le mot Sournal étant un mot-valise composé de « sourd » et de « journal ».
Le journal est dirigé par le service de communication de la Fédération francophone des sourds de Belgique. En novembre 2013, la fédération déménage, réorganise son service de communication et décide d'arrêter la publication de Sournal après le numéro 120.